# Patrick Gardner
Patrick Yousef Gardner (Merrick, 16 giugno 1999) è un cestista statunitense con cittadinanza egiziana.

## Carriera

### Nazionale
Di origini egiziane grazie alla madre, nel 2023 è stato convocato per il Mondiale.